# 당갈
《당갈》(영어: Dangal, wrestling competition, 힌디어: दंगल)은 2016년 개봉한 인도의 전기, 스포츠 드라마 영화이다. 니테쉬 티와리가 감독과 공동각본을 맡았다. 2017 필름페어상 작품상 수상작이다.

## 줄거리
전직 국가대표 레슬러였던 마하비르의 딸들이 레슬러가 되어 금메달을 딴다

## 출연

### 주연
- 아미르 칸 : 마하비르 싱 포가트 역
- 파티마 사나 셰이크 : 기타 역
- 산야 말호트라 : 바비타 역

### 조연
- 사크시 탄와르 : 다야 역
- 기리시 쿨카니 : 프라모드 코치 역
- 자이라 와심 : 어린 기타 역
- 수하니 바트나가르 : 어린 바비타 역

## 기타
- 미술: 락슈미 켈루스카르
- 미술: 산딥 메헤르
- 세트: 테디 모리아
- 시각효과: 프래새드 수타르
- 의상: 막시마 바수
- 배역: 무케시 차브라

## 같이 보기
- 포가트 자매